# Michael Pössinger
Michael Pössinger, nemški častnik in tekmovalec v bobu, * 18. januar 1919, Ettal, † 23. maj 2003, Garmisch-Partenkirchen.

## Življenjepis
Med drugo svetovno vojno je bil častnik v 1. gorski diviziji; med vojno je prejel nekaj najvišjih odlikovanj.
Po vojni je bil na svetovnem prvenstvu v bobu leta 1951 član zmagovite četveročlanske ekipe. Na ZOI 1952 je bil zamenjava v isti disciplini, na naslednjih, ZOI 1956, pa je bil član četverca, ki je osvojil 6. mesto.
26. aprila 1956 je vstopil v Bundeswehr. Upokojil se je 31. marca 1975.

## Napredovanja
- poročnik - ?
- nadporočnik - 1940
- stotnik - 1943
- major - april 1956 (Bundeswehr)
- podpolkovnik - 1958 (Bundeswehr)

## Odlikovanja
- nemški križ v zlatu (16. februar 1943)
- priponka za bližinski boj v zlatu
- viteški križec železnega križca (19. julij 1940)
- viteški križec železnega križca s hrastovimi listi (28. februar 1945; 759.)